# Savas Dimopoulos
Savas Dimopoulos ( /dɪˈmɒpəlɒs/; en griego: Σάββας Δημόπουλος; nacido en 1952) es un físico de partículas en la Universidad de Stanford. Trabajó en el CERN de 1994 a 1997. Dimopoulos es bien conocido por su trabajo en la construcción de teorías más allá del Modelo Estándar.

## Vida
Nació en una etnia griega en Estambul, Turquía y luego se mudó a Atenas debido a las tensiones étnicas en Turquía durante las décadas de 1950 y 1960.

## Educación y carrera
Dimopoulos estudió en la Universidad de Houston. Fue a la Universidad de Chicago y estudió con Yoichiro Nambu para realizar sus estudios de doctorado. Tras completar su doctorado en 1979, pasó brevemente a la Universidad de Columbia antes de ocupar un puesto docente en la Universidad de Stanford en 1980. Durante 1981 y 1982 también estuvo afiliado a la Universidad de Míchigan, la Universidad de Harvard y la Universidad de California, Santa Bárbara. De 1994 a 1997 estuvo de baja en la Universidad de Stanford y trabajó en el CERN.
Dimopoulos es conocido por su trabajo en la construcción de teorías más allá del modelo estándar, que actualmente se buscan y prueban en colisionadores de partículas como el LHC en el CERN y en experimentos en todo el mundo. Por ejemplo, en 1981 propuso un modelo GUT SU (5) suavemente roto con Howard Georgi, que es uno de los documentos fundamentales del Modelo Estándar Supersimétrico Mínimo (MSSM). También propuso el modelo ADD de grandes dimensiones extra con Nima Arkani-Hamed y Gia Dvali.

## Premios
En 2006, la Sociedad Estadounidense de Física otorgó a Dimopoulos el Premio Sakurai, "por sus ideas creativas sobre la ruptura de la simetría dinámica, la supersimetría y las dimensiones extraespaciales, que han dado forma a la investigación teórica sobre la física a escala TeV, inspirando así una amplia gama de experimentos". En 2006 recibió el Premio Caterina Tomassoni y Felice Pietro Chisesi de la Universidad de Roma, Italia. "El premio reconoce y fomenta los logros sobresalientes en física. Dimopoulos fue elogiado por el Comité Tomassoni como "una de las principales figuras de la física teórica de partículas. Su propuesta del modelo estándar supersimétrico ha ayudado a comprender los mecanismos de la física de alta energía".
Apareció en el documental de 2013 Particle Fever, sobre el trabajo del Gran Colisionador de Hadrones.
Es miembro de la Academia Nacional de Ciencias de EE. UU.

## Obras
- Bariogénesis en la escala GUT[6][7]
- Primeros trabajos sobre el technicolor[8][9][10][11]
- Primeros trabajos sobre ruptura de supersimetría suave y la teoría de la gran unificación en el MSSM[12][13]
- Fuerzas de escala milimétrica mediadas por módulos[14]
- "Modelo ADD" de grandes dimensiones extra, con Nima Arkani-Hamed y Gia Dvali[15][16][17]
- Supersimetría dividida[18][19]